# Pierre Dreyfus-Schmidt
Pierre Dreyfus-Schmidt, né le 11 mai 1902 à Belfort et mort le 4 juillet 1964 dans cette ville, est un homme politique français, maire radical de Belfort de 1935 à 1941, en 1945 et de 1958 à 1964, député du Territoire de Belfort de 1945 à 1951 et de 1956 à 1958.
Durant son parcours politique, il affronte à plusieurs reprises victorieusement le socialiste Paul Rassinier et a sans doute involontairement joué un rôle dans l'évolution ultérieure de celui-ci.

## Biographie
Origines familiales et formation
Pierre Dreyfus-Schmidt est issu d'une famille de tradition juive venue de Mulhouse s'installer à Belfort à la suite de l'annexion  en 1871 de l'Alsace-Lorraine par l'Allemagne. Son père, représentant en tissus, est de sensibilité radicale et franc-maçon.
En 1920, après le baccalauréat, Pierre Dreyfus-Schmidt s'inscrit à Paris à la faculté de droit et à l'École libre des Sciences Politiques. Le 25 novembre 1925, il prête le serment d'avocat. Tout en faisant ses études, il participe aux travaux d'éloquence de la conférence Molé-Tocqueville. Il collabore aussi au journal radical de Belfort, La Frontière.
Les premiers mandats électoraux
Le maire de Belfort, Édouard Levy-Grunwald, qui est un ami de son père, l'incite à revenir dans sa ville natale. En 1929, il est élu conseiller municipal et devient adjoint au maire. La même année, avec l'appui du député Edmond Miellet, président de la fédération départementale du parti radical, il en devient secrétaire général. À noter que Belfort, quoique ville ouvrière, accorde à cette époque la majorité de ses suffrages aux radicaux ; et qu'elle a eu plusieurs maires issus de familles de religion ou de tradition juive.  
Aux élections législatives de 1932, Pierre Dreyfus-Schmidt est candidat radical dans la deuxième circonscription (Belfort-campagne). Il affronte le candidat conservateur André Tardieu, député sortant, Henri Jacob (communiste indépendant, dont le suppléant est Paul Rassinier), Armand Carrez (PCF). Tardieu l'emporte dès le premier tour. 
Pierre Dreyfus-Schmidt devient cependant conseiller général en 1934 et maire de Belfort en 1935 avec l'appui de la SFIO (dirigée par René Naegelen, dont l'adjoint est Paul Rassinier, devenu socialiste). En 1936, Pierre Dreyfus-Schmidt se présente de nouveau à Belfort-campagne, cette fois contre Émile Lardier, président du Conseil général. Malgré les accords électoraux du Front populaire, il ne réussit pas à être élu. 
Dans la période de crise internationale des années d'avant-guerre, liées à l'arrivée de Hitler au pouvoir en Allemagne, il adopte une position de fermeté et est parmi la minorité d'hommes politiques, en dehors du Parti communiste, opposés aux accords de Munich. 
La guerre
En 1939, il refuse d'être affecté spécial en tant que maire d'une ville importante et est mobilisé avec le grade de capitaine dans le 171e régiment d'infanterie ; il est suppléé par son premier adjoint, Hubert Metzger. Le 19 juin 1940, après une résistance héroïque, sa compagnie est encerclée à Sentheim et il est fait prisonnier. 
Détenu à Neuf-Brisach, il est ensuite interné à Belfort. Il s'évade le 30 novembre, gagne Annemasse par la Suisse, puis retrouve à Limoges son épouse et ses deux fils. Il est démobilisé en janvier 1941 ; le gouvernement de Vichy le révoque de son mandat de maire et confirme Hubert Metzger à sa place. 
À Castres, il appartient au groupe de résistance du général Royer. Quelques mois plus tard, après le débarquement allié en Afrique du Nord, il gagne l'Espagne en novembre 1942 où il est retenu prisonnier quatre mois ; arrivé au Maroc, le capitaine Dreyfus-Schmidt prend un commandement dans le 1er Régiment étranger (son père avait lui-même servi cinq ans dans la Légion étrangère). 
Il participe à la campagne d'Italie et au débarquement de Provence, puis est appelé à l'État-major du général de Lattre de Tassigny en prévision de la libération de sa ville natale. Le 21 novembre 1944, il entre à Belfort auréolé du prestige de la victoire. Son comportement durant la guerre lui vaudra d'être fait chevalier de la Légion d'honneur et titulaire de la Croix de guerre et de la Médaille de la Résistance.
La période électorale 1945-1946
Le 25 mars 1945, il retrouve son siège de maire, et est réélu aux élections municipales d'août 1945. Le parti radical est un peu affaibli par rapport à l'avant-guerre, mais Pierre Dreyfus Schmidt fait alliance avec les communistes, contre la liste SFIO conduite par Paul Rassinier, de retour dans un très mauvais état de santé du camp de concentration de Dora. 
De même aux élections d'octobre 1945 (première Constituante), il est élu sur une liste du Mouvement unifié de la résistance, avec pour colistier un candidat communiste, battant de nouveau Rassinier. Il laisse alors la mairie de Belfort à son premier adjoint, toujours Hubert Metzger.
Au Congrès extraordinaire du parti radical du 4 au 7 avril 1946, Pierre Dreyfus-Schmidt est le porte-parole des "radicaux de gauche". Exclu du parti, il constitue dès le 8 mai 1946 avec ses amis "le regroupement des radicaux et résistants de gauche". 
Aux élections de juin 1946 (deuxième Constituante), il est candidat sur une liste radicale opposée à une liste communiste et à la liste socialiste conduite par René Naegelen, qui l'emporte (en août, il démissionne et cède son siège à Paul Rassinier). Mais dès le départ, il est prévu que cette assemblée sera renouvelée le 10 novembre. 
La campagne électorale est assez dure entre les deux principaux protagonistes, Pierre Dreyfus-Schmidt, avec le journal radical Quand Même !, et Paul Rassinier, avec son journal La IV° République. La tension devient telle que Rassinier en vient à employer des lieux communs antisémites, écrivant le 4 octobre 1946 que « il y a des gens qui sont comme ça. Nés dans "la bedite gommerce", ils en ont conservé l'âpreté au gain et les autres habitudes dans la politique ». Cet énoncé, s'ajoutant à d'autres, provoque la démission de trois membres de la SFIO, anciens résistants, qui rejoignent Pierre Dreyfus-Schmidt.
Le 10 novembre 1946, pour les élections de la première Assemblée législative de la IVe République, Pierre Dreyfus-Schmidt est de nouveau allié aux communistes et est élu. Il s'inscrit au groupe de l'Union des républicains et résistants apparenté le plus souvent au groupe communiste.
La IVe République
Pierre Dreyfus-Schmidt se consacre aussi à son métier d'avocat et devient bâtonnier du barreau de Belfort.
Le 9 décembre 1950, il est l'un des fondateurs et dirigeants de l'Union progressiste.
Le 2 janvier 1956, Pierre Dreyfus-Schmidt se présente aux élections à la troisième Assemblée nationale de la Quatrième République à la tête d'une liste pour l'Union des forces de gauche présentée par le PCF et la fédération radicale indépendante. Il est élu et s'inscrit au groupe des Républicains progressistes qu'il préside en 1957.
Le 13 mai 1958, il condamne le coup de force d'Alger. Il adhère à l'Union des forces démocratiques et s'oppose au retour au pouvoir du général de Gaulle. Le 1er juin, il lui refuse la confiance, et le 2 juin vote contre les pleins pouvoirs et la réforme constitutionnelle.
La Ve République
Il est de nouveau maire de Belfort jusqu'à sa mort en 1964.
Il est enterré au Cimetière israélite de Belfort.

## Distinctions
- Chevalier de la Légion d'honneur
- Croix de guerre 1939-1945
- Médaille de la Résistance française

## Œuvres
- Captivités et évasions, 1955.